# Marteria
Marteria, de son vrai nom Marten Laciny, né le 4 décembre 1982 à Rostock, est un rappeur allemand. Il compte à son actif deux albums studio, Base Ventura publié en 2007, et Zum Glück in die Zukunft sorti en 2010, ainsi que plusieurs singles. Son morceau Lila Wolken, réalisé en collaboration avec le rappeur Yasha (de) et la chanteuse Miss Platnum, atteint la première place des classements musicaux en Allemagne en 2012.

## Biographie

### Enfance
Marten Laciny, connu sous le pseudonyme de Marteria, est le fils d'une professeure et d'un marin, et a passé son enfance dans le quartier de Rostock Großklein,. En tant que footballeur talentueux, il a joué pour les jeunes du FC Hansa Rostock, club avec lequel il conserve un lien étroit aujourd'hui. Il a notamment été sélectionné dans l'équipe nationale allemande des U-17.
En 1999, lors d'un voyage à New York, il est découvert par un chasseur de mannequin, et commence à partir de ce moment-là à travailler comme mannequin partout dans le monde. Il a notamment travaillé pour Diesel et Hugo Boss. Il arrête ensuite sa carrière de mannequin professionnel pour retourner à Rostock où il commence sa carrière de rappeur.
En 2003, il s'installe à Berlin-Friedrichshain. Il suit les cours de la Drama School Reduta Berlin afin de devenir acteur,.

### Carrière

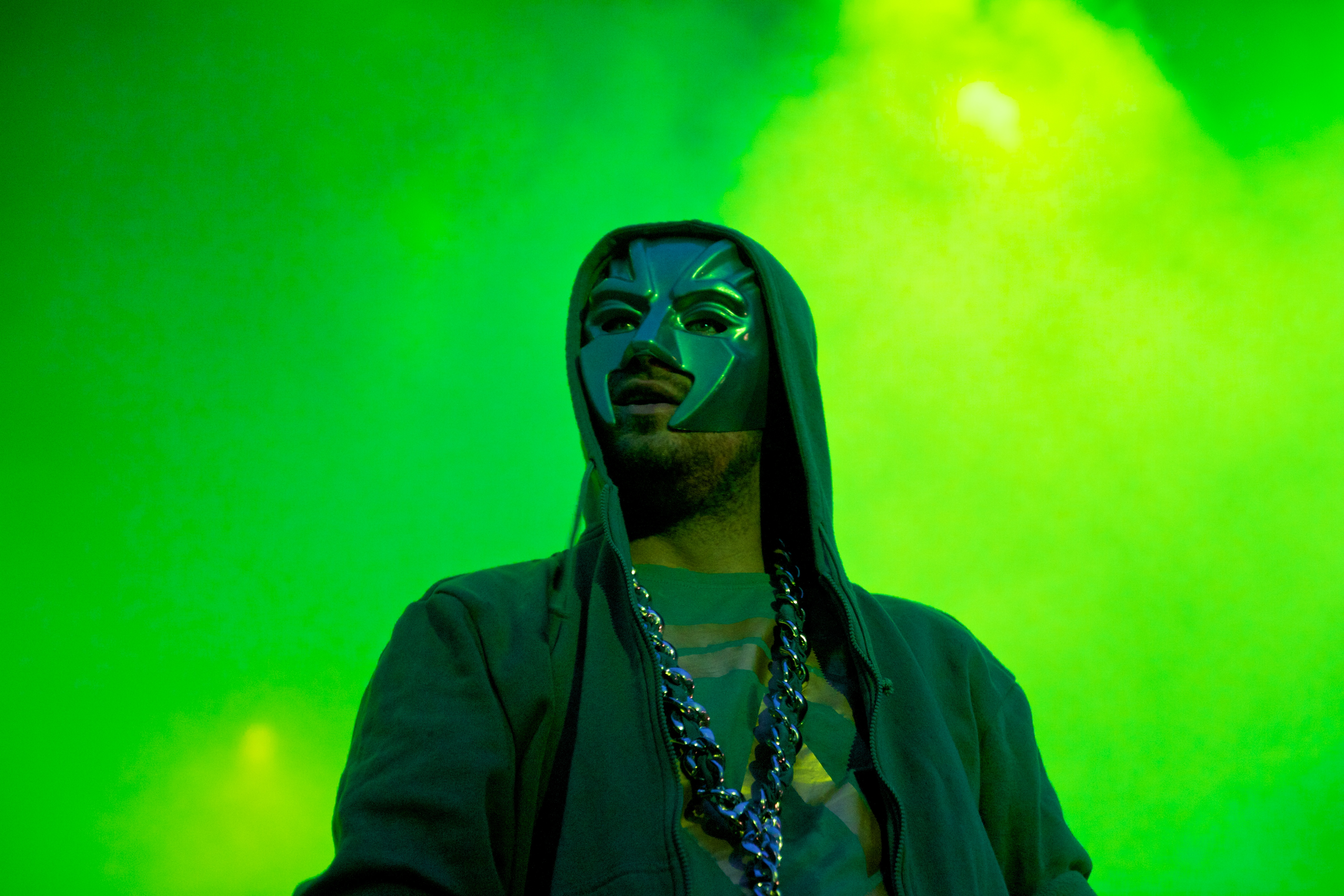
Marteria au festival Splash! en 2012.

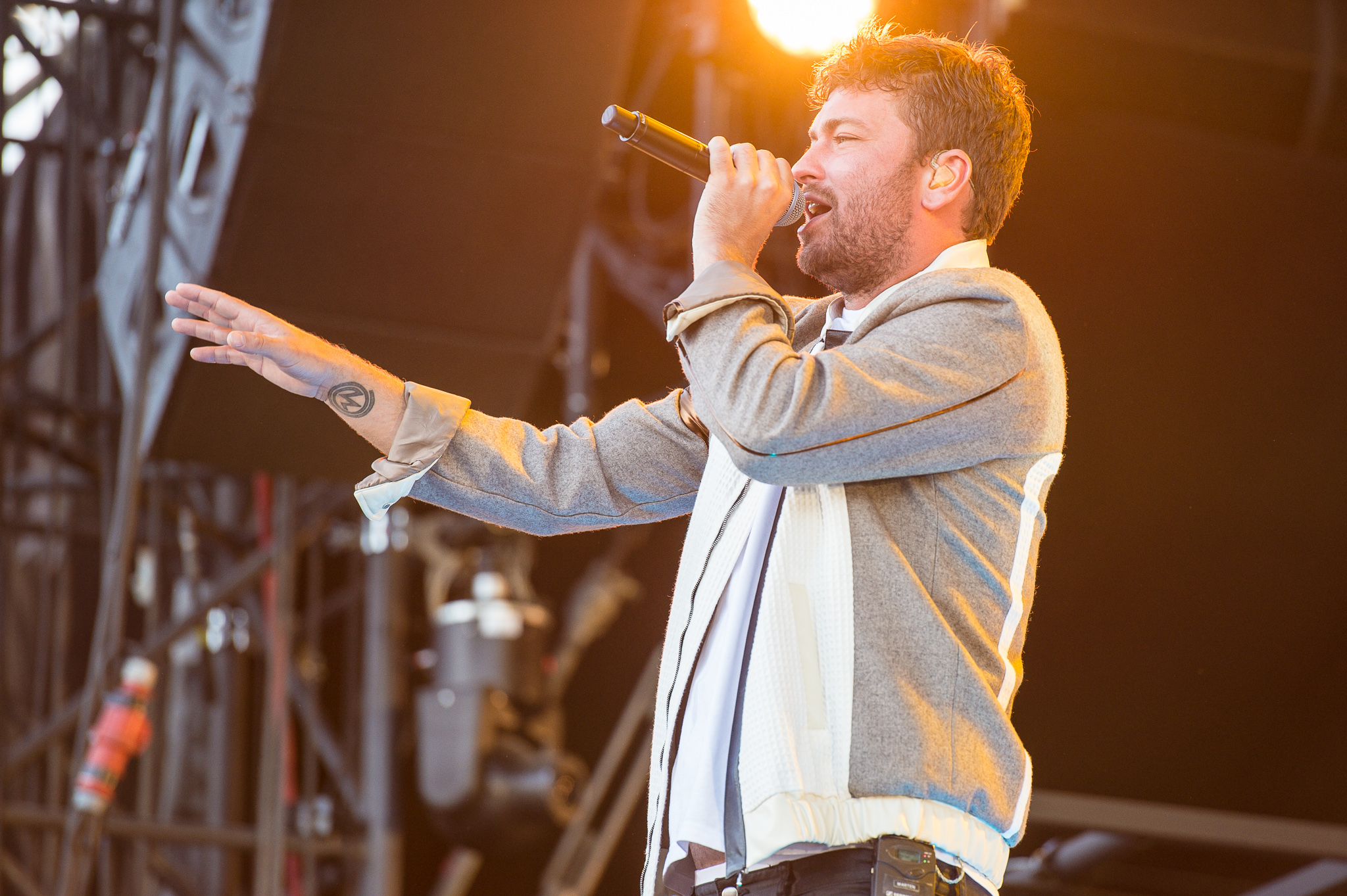
Marteria au Rock im Park en 2014.

À l'âge de 16 ans, Marteria fait sa première apparition sur l'album Maximum comme membre du groupe Hip-Hop Underdog Cru sous le label P.O.sin-music. Ensuite, à 18 ans, il signe son premier contrat solo chez Punchline, un label de SPV. Il enregistre là son premier album qui n'est jamais sorti à cause de la faillite du label. En 2002, il participe en tant que membre de Underdog Cru à l'Europatour avec Mark B & Blade (Angleterre), les Delinquent Habits et Flowmarkt de Hannovre. De 2001 à 2003, il joue sur scène avec Underdog Cru en direct au plus important festival hip-hop et reggae d'Europe, Splash!.
Son premier album, Halloziehnation, produit par Dead Rabbit, est loué par la presse et le magazine Juice. Son deuxième album Base Ventura reçoit aussi une bonne critique. Il sort ces deux albums sous le label Magnum12, où il pose les fondations de sa carrière. À la fin de l'automne 2007, il signe un contrat avec la maison de disques Nesola. En décembre 2007, il accompagne Jan Delay sous son deuxième nom d'artiste, Marsimoto. Au printemps 2008, il signe un accord avec le label Four Music, avec qui il travaille désormais.
Dans une interview donnée au magazine sur internet, rappers.in, Marteria prend ses distances avec Battyman-Tunes et Murder music et de l'influence du rap et du hip-hop. En février 2009, il représente le land de Mecklembourg-Poméranie-Occidentale avec son titre Zum König geboren au Bundesvision Song Contest 2009 et occupe la douzième place. En août 2010, paraît l'album Zum Glück in die Zukunft auquel participent aux côtés de Yasha, Miss Platnum, Jan Delay, Casper et aussi Peter Fox.
Au Echoverleihung 2011, Marteria se place avec le titre Niemand (Was wir nicht tun) avec Joy Denalane, Max Herre et Klaus Doldinger. En 2012, Marteria est co-auteur de diverses morceaux de musique de l'album Ballast der Republik du groupe Punkrock Die Toten Hosen. La même année, il lance le projet Lila Wolken avec Yasha et Miss Platnum. Le 14 septembre 2012, paraît sous ce titre un EP avec cinq chansons, la chanson titre réussit d'un coup à se positionner à la première place des hits-parade allemands.
Le 31 janvier 2014, sort l'album Zum Glück in die Zukunft II. Trois singles extraits de cet album sont proposés au public dès décembre 2013 : Bengalische Tiger, Kids (2 Finger an den Kopf) et OMG!. Fin janvier 2014, Marteria présente en huit lieux différents en Allemagne, des photos, des vidéos et les histoires d'un voyage des trois semaines à travers le continent sous le titre de „Weltreise mit Marteria“ (Voyage mondial avec Marteria), qui le conduit avec le photographe Paul Ripke entre autres, à partir de l'Europe par l'Amérique de Sud et l'Alaska jusqu'en Asie. La fin de la tournée de promotion a lieu au Zeiss-Großplanetarium de Berlin.
Le 20 septembre 2014, Marteria se présente avec son hymne Mein Rostock au Bundesvision Song Contest 2014 et atteint la 4e place,.

## Discographie
- 2006 : Halloziehnation
- 2007 : Base Ventura
- 2008 : Zu zweit allein
- 2010 : Zum Glück in die Zukunft
- 2012 : Grüner Samt
- 2014 : Zum Glück in die Zukunft II
- 2015 : Ring der Nebelungen
- 2017:  Roswell
- 2018:  Verde
- 2021:  5. Dimension

## Distinctions
- 2013 : disque d'or pour l'album solo de Marteria Zum Glück in die Zukunft
- 2013 : disque de platine pour le single commun Lila Wolken avec Yashas & Miss Platinum
- 2014 : disque d'or pour l'album solo de Marteria Zum Glück in die Zukunft II
- 2014 : disque d'or pour le single de Marteria Kids (2 Finger an den Kopf)
- 2014 : 1LIVE Krone : meilleur live